# اچ‌ام‌اس کرسی (۱۸۹۹)
اچ‌ام‌اس کرسی (۱۸۹۹) (به انگلیسی: HMS Cressy (1899)) یک زیردریایی بود که طول آن ۴۷۲ فوت (۱۴۴ متر) بود. این زیردریایی در سال ۱۸۹۹ ساخته شد.